# Atylotus canarius
Atylotus canarius is een vliegensoort uit de familie van de dazen (Tabanidae). De wetenschappelijke naam van de soort is voor het eerst geldig gepubliceerd in 1929 door Enderlein.